# YHWH
Yahweh (în ebraică יהוה și transliterat de obicei prin Iahwe sau, în versiunea mai veche, Iehova; Tetragrammaton τετραγράμματον în greacă, în traducere (cuvânt) cu patru litere) este numele propriu al lui Dumnezeu în Biblia ebraică. Conform Bibliei, YHWH este unul dintre fiii lui El, dar acest lucru a fost trecut sub tăcere de un amendament la textul Bibliei ebraice (Deut. 32:8-9, în versiunile cunoscute din manuscrisele de la Qumran și Septuaginta, au păstrat varianta fidelă).
Acest nume aparține, conform Bibliei, Eliberatorului poporului ales Israel. Pentru iudei și creștini deopotrivă, El reprezintă Creatorul, Judecătorul și Sursa mântuirii întregii lumi. Așa îl prezintă și prima dintre cele Zece Porunci, în Exod 20:2-3, citată din traducerea Versiunea Standard Americană (ASV): 

Eu sunt YHWH Dumnezeul tău, cel care te-a scos din sclavia Egiptului. Să nu ai alți Dumnezei în afară de mine. 

Numele este compus din trei consoane, yōd (י), hē (ה) și vāv (waw) (ו) (un w semivocalic; vezi mater lectionis, אֵם קְרִיאָה), consoana hē (ה) fiind repetată la sfârșit.
Din cauza faptului că în scrierea ebraică veche nu se scriau vocalele și deoarece evreii considerau numele יהוה tabu (este interzis să fie rostit de către profani), înlocuindu-l cu Tetragrammaton sau cu Adonai (Domn), nu se poate cunoaște cu exactitate pronunția inițială, unii considerând că aceasta a fost pierdută. Variante de pronunție și transcriere pot fi: Iahve, Iahveh, Iahweh, Yahwe, Yahweh, Yahoweh, Iehova. Enciclopedia Evreiască, publicată în 1905, (pg. 160) arată că, ”JEHOVAH (IEHOVA) este o pronunție greșită a ebraicului YHWH. Forma ”Jehovah” este imposibilă din punct de vedere filologic.”
”YHWH. Numele personal al Dumnezeului lui Israel este scris în Biblia Ebraică cu patru consoane și este cunoscut ca, ”Tetragrama”. Cel puțin până la distrugerea primului Templu, în anul 586 î.e.n., acest nume a fost pronunțat cu regularitate cu vocalele sale corecte, după cum rezultă și din Scrierile din Lahish, scrise la scurtă vreme după aceea…”3)
”Când cărturarii creștini din Europa au început să studieze pentru prima dată ebraica, ei nu au putut înțelege ce însemna acest nume cu adevărat, și drept urmare au introdus numele hibrid de ”Jehovah” (Iehova)…. ”Adevărata pronunție a numelui YHWH nu s-a pierdut niciodată. Câțiva dintre scriitorii greci de la începutul Bisericii Creștine au mărturisit că acest nume se pronunța ”Yahweh”. Acest lucru este confirmat, cel puțin prin vocala din prima silabă a numelui, de forma scurtă Yah, care a fost utilizată câteodată și în poezii.”
Oricum ar fi, Numele divin este inclus în numeroase alte nume purtate de israeliți și ultilizate și de alte popoare, inclusiv de cel român. Cel mai ilustru dintre ele este numele Isus, care este derivat din forma greacă a ebraicului Iehoșua/Ioșua, însemnând "Iahve este Salvare".
Un alt exemplu este numele "Ioan" care, în diversele lui forme din diverse limbi, provine în ultimă instanță din ebraicul Yehohchanàn, care înseamnă "Iehova a arătat favoare; Iehova a fost bun" (יוחנן). Numele divin a fost folosit deseori și în forma sa prescurtată "Yah" ("YH"), exemplul cel mai notabil fiind "Aleluia", care în forma sa ebraică originală ("HaleluYah") înseamnă "Glorificați-l pe Iah".

## Unde se găsește numele lui Dumnezeu în unele dintre cele mai folosite traduceri?
Biblia de la Blaj 1795: cunoscută și sub numele de Biblia lui Clain sau Biblia lui Bob, reprezintă cea de-a doua traducere a Sfintei Scripturi tipărită în limba română. Numele divin apare în Exodul 6:3 (la notă de subsol sub formă "Ehova")  
Sfânta Scriptură 1874: Numele divin este redat peste tot în Scripturile ebraice sub forma „Iehova“.
Biblia N. Nitzulescu, 1921: Numele divin Iehova apare peste tot
Biblia de la București, 2001: Numele divin apare în Geneza 22:14
Biblia Fidela, 2009: Numele divin Iehova apare în Geneza 22:14, Exodul 6:3 și multe alte
Biblia Fidela, editia 2 2010: Numele divin apare în Exodul 6:3
Biblia Anania, 2012: Numele divin apare în Exodul 3:14
Biblia sau SFÂNTĂ  SCRIPTURĂ, 2013 cu aprobarea sfântului sinod: Numele divin apare în Facerea 22:14 sub forma Iahvè; Ieșirea (Exod) 33:19; 34:5,6 sub forma Iahve; Judecători 6:24 sub forma Iahvè
Biblia Cornilescu, ediția nerevizuită: Numele divin apare la notele de subsol de la Geneza 22:14 și Exodul 17:15, iar BC menționează la nota introductivă următoarele: „Cuvântul DOMNUL arată cazurile când acest nume corespunde în original cu YHWH (Iehova)“.
Biblia Sinodală: În Facerea (Geneza) 22:14 și în Ieșirea (Exodul) 17:15, numele divin apare în text sub forma „Iahvé“.
Biblia Galaction: În Facerea 22:14, numele divin este redat sub forma „Iahveh“.
Biblia Ortodoxă: Numele divin apare în Facerea 22:14 (uneori la nota de subsol) și în Ieșirea 33:19; 34:5, 6 sub forma „Iahve“.
Traducerea lumii noi: Această traducere folosește numele divin de 7.216 ori, în Scripturile ebraice și în cele grecești creștine.
The Emphatic Diaglott, de Benjamin Wilson: În această traducere (engleză) a Scripturilor grecești creștine, numele „Iehova“ se găsește în Matei 21:9 și în alte 17 pasaje.
Biblia BVA, 2018, în versiune actualizată, redactată de Viorel Silion: Numele divin apare sub forma Iahve

## Prezența numelui în Biblie
După Enciclopedia Biblică Iudaică, Numele divin apare de 6823 de ori în Scripturile Ebraice ("Vechiul Testament") . În
Biblia Hebraica Stuttgartensia (denumită astfel după orașul Stuttgart, unde își are sediul Societatea Biblică Germană), tetragrama YHVH apare de 6.828 de ori. Un fapt notabil în privința numelui "Iahve" în Biblia ebraică este că deși este considerat drept numele propriu al lui Dumnezeu, acesta nu este folosit de la începutul Facerii (și Bibliei): în prima dintre cele două relatări ale creației lumii și omului, în locul tetragramei îi este preferată forma "Elohim"; asta aratând istoricilor că primul dumnezeu adorat de către evrei a fost canaaneanul "El" (iahvismul însuși ca ideologie, pare-se apărând mai întâi la populații din afara Israelului.), ultimii redactori ai Bibliei admițând ei înșiși acest fapt în măsura în care aceștia se limitează, apologetic, doar să elaboreze firul narațiunii primare, adăugând straturilor vechi ale tradiției religioase explicația din relatarea care se găsește în Ieșire 3 (anume că Dumnezeu (El) îi spune lui Moise că nu s-a revelat Patriarhilor sub numele lui propriu). Conform acestei relatări Iahve își comunică pentru prima oară numele adevărat unor oameni în episodul dialogului cu Moise, Patriarhii deci necunoscându-l decât sub apelativul "El(ohim)" sau "El-Șadai". Totuși tradiția pune scrierea Pentaeucului pe seama lui Moise, care dacă e să credem Ieșire 3, cunoștea numele propriu al zeității cu care se întâlnise. Pe de altă parte, în ciuda relatării din Ieșire 3, este foarte probabil că evreii cunoșteau totuși dinainte dialogului cu Moise numele "Iahve", întrucât chiar mama lui Moise ("Iohebed") avea, în buna tradiție a vremii, un nume derivat din numele divin. Contratimpul se datorează multiplelor tradiții și straturi redacționale care fac Biblia ebraică, diverșii autori/redactori (trăitori în diverse epoci și nutrind ideologii sau preferințe religioase diferite) au avut, în mod demonstrabil, propriile lor relatări sau versiuni de raportat. Practicile politeiste conform cărora Iahve era adorat ca unul dintr-o serie de zeități par a fi continuat până relativ târziu, anume până în perioada postexilică (persană), tradițiile religioase rafinându-se într-un monoteism veritabil (exclusiv) doar în perioada elenistică (în timpul monarhiei hașmoneilor), când El, zeitatea de început a evreilor, a fost din ce în ce mai frecvent și insistent identificată cu Iahve.
Numele YHWH însuși își trage originea în afara Israelului, tipul însuși de zeitate masculină și războinică fiind o inovație adusă prin aculturație.

## Unde apare numele divin în arta lumii întregi

Platoșă din 1632 al regelui Gustav al Suediei

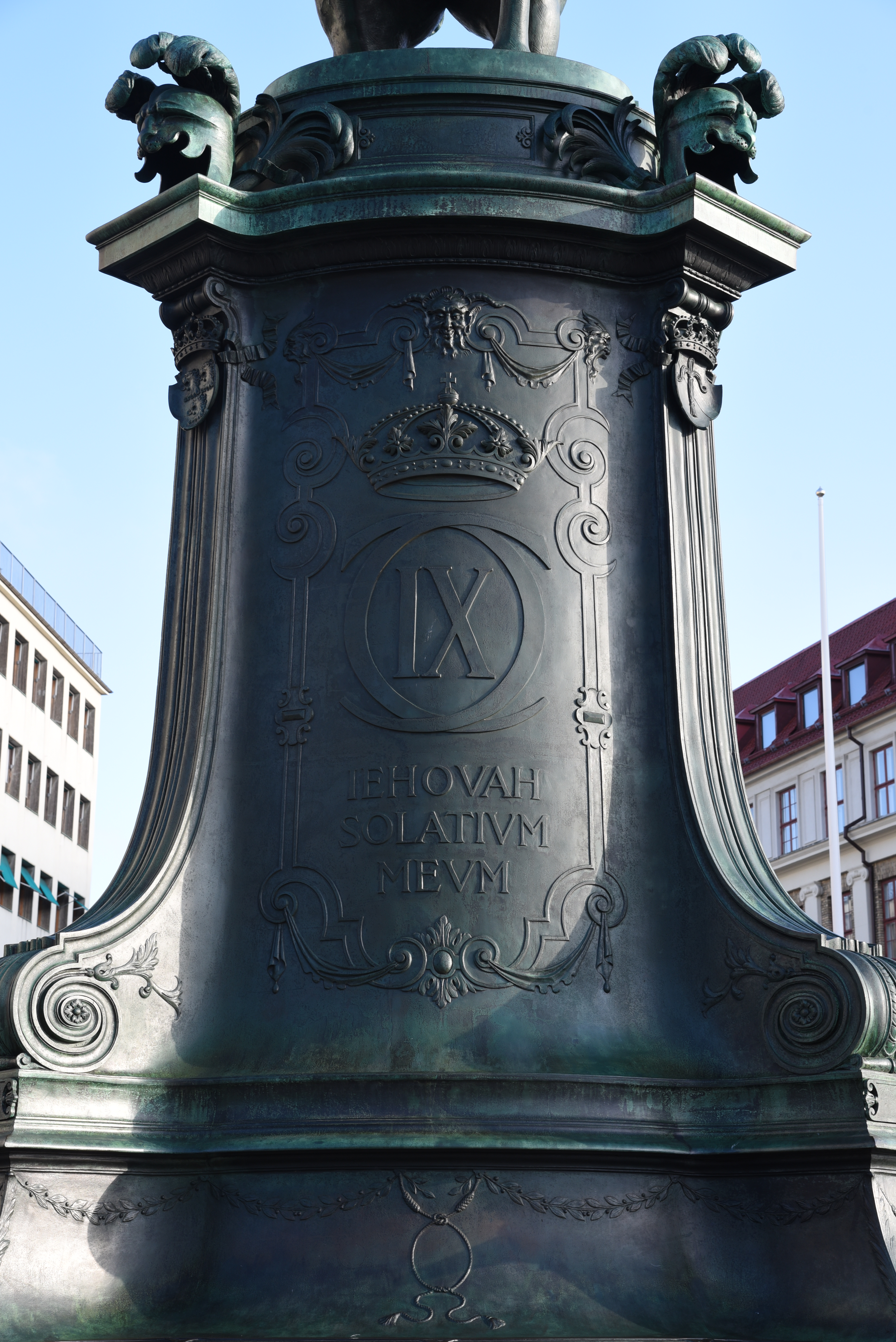
Statuia lui Carlo al IX-lea din Elveția din Kungsportsplatsen din Göteborg. După restaurarea din 2018

## Mărturii arheologice
În Biblie, YHWH este folosit în exclusivitate pentru Dumnezeul lui Israel. În Orientul antic numele este însă întâlnit ca parte constituentă a unor nume de persoane (mai ales în forma sa prescurtată).
Un document egiptean conținând o listă de nume de locuri, descoperită în templul lui Amon din Soleb din timpul lui Amenhotep III. (1402–1363 î. C.) se referă la „țara lui Șasu-YHV“. Și în timpul lui Ramses Ramses III. (1198–1166 î. C.) apare această expresie, ea referindu-se atât la muntele din partea de est a Iordanului, cât și la beduinii care trăiau acolo. Pe tăblițele de lut (Ostraka) din Ugarit apare un YV ca ”fiu al lui El”.
Piatra Mesa (cca. 840 î. C.) este considerată ca cea mai veche folosire a Tetragramei înt-un document nebiblic: Și-am luat vasele lui YHVH și le-am pus înaintea lui Chemos. O altă tăbliță descoperită recent redă numele divin cu literele feniciene YOD, HE, V, HE.
Cele mai vechi atestări ale numelui din regiunea regatului Israel provin din secolul 8 î. C.: un sigiliu preoțesc care poartă inscripția Aparținând lui Miqneyav, slujitorul lui YHVH. Pe o inscripție funerară în Lachiș este scris: Binecuvântat să fie Uriahu de către JHWH. Ambele nume personale menționate sunt teofore, ele conținând numele divin (în forma sa prescurtată).
Formulele de salut ale scrisorilor din Lachiș (secolul 6 î. C.) conțin: YHVH să-i dea vești bune stăpânului meu / să-l lase să trăiască în sănătate. Chiar și formula de jurământ bibilc: așa cum JHWH este viu este întâlnită aici. Folosirea ca salut este confirmată de tăblițe de lut din Arad, de ex. Fie ca YHVH să caute pacea pentru tine.
Fragmente din perioada timpurie a regilor israeliți, găsite la Kuntilet Ajrud, în peninsula Sinai, alătură numele YHVH de dumnezeul Baal utilizând scrierea feniciană. Aceasta pare a indica un sincretism local, pe atunci la modă. Chiar și numele zeiței fertilității Așera este combinat cu YHVH.
Pe lângă forma lungă YHVH se întâlnesc, începând cu exilul babilonian (terminat în 529 î. C. după cucerirea Babilonului de regele persan Cirus) din ce în ce mai mult forme prescurtate ca YHV sau YHH.
În colonia militară evreiască din Elephantine în Egipt au fost găsite ambele forme prescurtate în scrisori, formule de jurământ și texte de cult, de ex. Te binecuvintez prin YHH și CHNM. Această formulă este un alt exemplu de sincretism, combinând Dumnezeul evreu cu un zeu local egiptean.

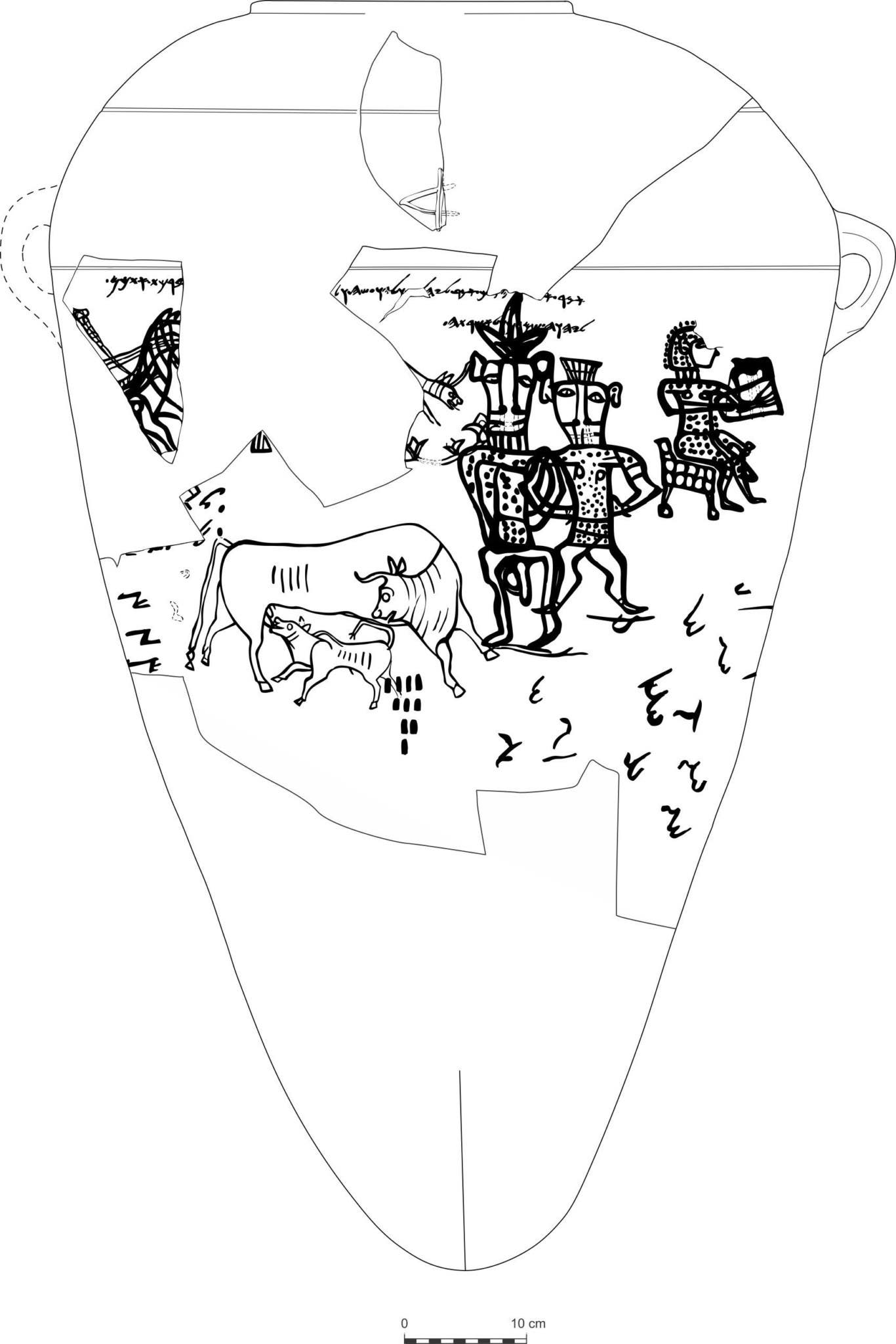
Imagine al unui fragment de oală ceramică găsit la Kuntillet Ajrud deasupra inscripției „Berakhti etkhem l’YHVH Shomron ul’Asherato”

Atât dovezile arheologice cât și textele biblice redau tensiunile dintre grupuri care acceptau adorarea lui Iahveh împreună cu zeități locale, ca Așerah si Baal, și cei care țineau la a-l adora numai pe Iahveh, în perioada monarhică. Sursa deuteronomistă oferă dovezi ale existenței unei puternice facțiuni monoteiste în timpul domniei regelui Iozia, spre sfârșitul secolului al VII-lea î.e.n., dar puterea și prevalența unei adorări monoteiste anterioare a lui Iahveh este pe larg pusă la îndoială, având la bază interpretări despre cât de mult se bazează istoria deuteronomistă pe surse anterioare ei și cât de mult a fost reformulată ea de redactorii deuteronomiști în scopul de a-și impune punctele lor de vedere teologice. Mărturiile arheologice indică un politeism larg răspândit în Israel și în jurul său în perioada monarhiei.
De exemplu, un stâlp cultic din secolul al X-lea î.e.n. din Taanach (un oraș din Israelul de Nord, lângă Megiddo) are implicații politeiste evidente. Stâlpul are patru nivele sau regiștri. În registrul de jos, sau pe nivelul patru este o figură de femeie cu mâinile așezate pe capetele a doi lei care stau așezați la dreapta și la stânga ei. Figura de femeie poate fi interpretată drept zeiță, fie Așerah, Astarte, sau Anat. Al treilea registru are două figuri de sfinx aripi cu un loc liber între ele. Al doilea nivel conține un arbore sacru flancat de ambele părți de ibiși care stau pe picioarele lor din spate. Registrul de sus arată un patruped (fie o bovină fie un cal) cu un disc solar deasupra lui. Nu este cert dacă Taanach a fost fie sub control israelit fie sub control canaanit când a fost produs stâlpul, iar interpretările lui diferă. Dacă patrupedul de pe nivelul de sus este luat drept bovină, el poate fi identificat fie cu Iahveh fie cu Baal. Discul solar de deasupra patrupedului reprezintă fie zeul Soarelui fie cerul. Cei mai mulți autori sunt de acord că arborele sacru din al doilea registru trebuie identificat cu o așerah, deși arborele stilizat este adesea văzut drept obiect de cult mai degrabă decât imagine a unei zeițe. Figurile de tipul sfinxului înaripat de pe al doilea nivel au fost interpretate drept heruvimi iar spațiul dintre ele îl reprezintă pe invizibilul Iahveh ca „stând pe tronul făcut din heruvimi” deși spațiul liber poate fi de asemenea interpretat ca permițând observatorilor să vadă un foc sau o figurină dinăuntrul stâlpului. Deși sunt posibile o varietate de interpretări, Mark S. Smith conchide că „Pe scurt, asumând datarea corectă a acestui stâlp în secolul al zecelea, stâlpul atestă politeismul din zonă.”
Alt exemplu de politeism din Levantul de Sud a fost descoperirea unei combinații de iconografii și inscripții la un centru religios/loc de poposire pentru călători de la Kuntillet Ajrud, în nordul deșertului Sinai, care datează din secolul al VIII-lea î.e.n. Printre multe alte artefacte se afla un mare vas de păstrat care a atras multă atenție. Fața vasului conține iconografie arătând trei figuri antropomorfice și o inscripție care se referă la „Yahweh … și a sa așerah”. Inscripțiile conduc la identificarea rapidă a două din figurile care stau în prim-plan ca reprezentându-l pe Iahveh și soția lui, Așerah, dar cercetări ulterioare le-au identificat drept figuri Bes. Câțiva cercetători, inclusiv William G. Dever, și Judith Hadley continuă să interpreteze inscripția într-un mod în care ea se referă la Așerah drept zeiță israelită și soția lui Iahveh. William Dever a scris o carte numită „Did God Have a Wife?” (A avut Dumnezeu o soție?) care se referă la dovezile arheologice, printre care multe figurine femeiești dezgropate din Israelul antic, care susțin ipoteza sa că Așerah a funcționat drept zeiță și soție a lui Iahveh în religia populară israeliană din perioada monarhică. Un recenzent consideră că teoria lui Dever „este plin de lacune iar cartea e plină de dezinformări.” Opus interpetării „așerei” drept zeiță în inscripțiile din Kuntillet ‘Ajrud inscriptions, alți câțiva autori, inclusiv Mark S. Smith, John Day, și Andre Lemaire, văd așerah din aceste inscripții obiect de cult, arbore stilizat sau loc de închinare prin care binecuvântările lui Iahveh erau comunicate, mai degrabă decât o zeiță care ar putea funcționa drept soție. „Nici iconografia nici textele nu ne pot obliga să interpretăm relația dintre ‘Yahweh ... și a sa așerah’ din Epoca Fierului IIB în sensul unei relații (determinată sexual) dintre două forțe care ar fi împerecheate și să ne oblige astfel să acceptăm că așerah ar avea statut de parteneră. ‘Așerah lui Yahweh’ nu era egală în rang cu Iahveh ci este mai degrabă o entitate mediatoare care aduce binecuvântările lui și este concepută mental sub forma unui arbore stilizat, care îi era astfel subordonat lui Iahveh.”
Arheologii și istoricii ne oferă o multitudine de căi de a organiza și interpreta informația iconografică și textuală disponibilă. William G. Dever distinge între „religia oficială/religia de stat/religia cărții” ale elitei și „religia populară” a maselor. Rainer Albertz distinge „religia oficială” de „religia familială”, „pietatea personală” și „pluralismul religios intern”. Jacques Berlinerblau analizează dovezile în termenii unei „religii oficiale” și „religii populare” din Israelul antic. Într-o carte descrisă de William G. Dever drept „studiu magistral”, Patrick D. Miller a grupat pe larg adorarea lui Iahveh din Israelul antic în trei mari categorii: ortodoxă, heterodoxă și sincretistă (Miller recunoaște faptul că ortodoxia unuia înseamnă heterodoxie pentru altul și că ortodoxia nu era o realitate fixă și imuabilă în religia Israelului antic).
„Idolatria poporului lui Iuda nu era o abatere de la un monoteism anterior al lor. Ea era de fapt felul în care poporul lui Iuda se închina de sute de ani.”—Israel Finkelstein și Neil Asher Silberman, The Bible Unearthed. Archaeology's New Vision of Ancient Israel and The Origin of Its Sacred Texts.
Conform ipotezei documentare, majoritatea celor patruzeci de referințe la Așerah din cadrul Bibliei ebraice derivă de la Deuteronomist, fiind întotdeauna exprimate în context ostil: Deuteronomistul judecă regii lui Israel și ai lui Iuda conform de cât de riguros au susținut Iahvismul, combătând adorarea Așerei și a altor zeități. Despre regele Manase, el afirmă de exemplu că a plasat un stâlp al Așerei în Templul din Ierusalim, el fiind prin urmare cineva care „a făcut ce era rău în ochii DOMNULUI” (Imparati 21:7), în timp ce regele Ezechia „a distrus locurile înalte, a spart stâlpii și a spart Așerah” (Imparati 18:4), prin urmare fiind considerat drept cel mai virtuos rege al lui Iuda dinaintea venirii reformatorului Iozia, sub domnia căruia a fost scrisă istoria deuteronomistă.
Biblia ebraică folosește termenul de așerah în două sensuri, drept obiect de cult și ca nume divin. Ca obiect de cult așerah poate fi „făcut”, „doborât” și „ars”, iar Deuteronom 16:21 interzice plantarea de copaci ca așerah, sugerând că se referă la un copac stilizat sau trunchi cioplit. Alte versete se referă clar la o zeiță, cum ar fi de exemplu Imparati 23:4-7, în care sunt făcute obiecte „pentru Baal și Așerah”. Referințele la așerah din Isaia 17:8 și Isaia 2:8 sugerează că în gândirea antică nu se făcea distincție între obiect și zeiță. Inscripții invocând binecuvântări de la „Iahveh și așerah a sa” au fost găsite în două situri de pe teritoriul anticului Iuda, iar una dintre ele include un desen al două figuri care pot să-l reprezinte pe Iahveh și pe Așerah ca soție a lui Iahveh. Este posibil că Așerah era asociată cu regina principală din vechiul Iuda și din Israel, iar această asociere fermă cu cultul regilor ar putea lămuri dispariția completă a zeiței atunci când monarhia a dispărut.
William G. Dever a sugerat că Așerah era adorată drept Împărăteasa cerului (evreii coceau mici prăjituri pentru serbarea sărbătorii ei), dar John Day afirmă că „nu există nimic din primul mileniu î.e.n. care să denote că Așerah era «Împărăteasa cerului» sau s-o asocieze pe ea în mod special cu cerul.”
Figurinele Așerei sunt mărturii arheologice extrem de întâlnite, indicând popularitatea cultului ei din cele mai vechi timpuri până la exilul în Babilon. Mai rare sunt inscripțiile care-l leagă pe Iahveh de Așerah, care au fost descoperite: un ostrakon din sec. al VIII-lea î.e.n. înscris cu „Berakhti etkhem l’YHVH Shomron ul’Asherato” (ebraică: בירכתי אתכם ליהוה שומרון ולאשרתו) a fost descoperit de arheologi israelieni la Kuntillet Ajrud (în ebraică „Horvat Teman”) în cursul excavărilor din deșertul Sinai în 1975. Aceasta se traduce ca: „Te-am binecuvantat prin YHVH din Samaria și Așerah a Sa” (sau poate „... prin YHVH păzitorul nostrul și Așerah a Sa”, dacă „Shomron” ar trebui citit ca „shomrenu”). Altă inscripție, din from Khirbet el-Kom de lângă Hebron scrie: „Binecuvântat fie Uriyahu de către Yahweh și de Așerah a Sa; el l-a salvat de dușmanii săi!”. Tilde Binger observă în studiul ei Asherah: Goddesses in Ugarit, Israel and the Old Testament (1997, p. 141), că există mărturii că Așerah poate fi văzută ca fiind „o stelă de lemn neiconică sau o columnă de un anumit fel, un copac viu sau o statuie mai obișnuită.” O statuie de lemn cioplită din topor și plantată în solul casei era simbolului Așerei, iar uneori o statuie de lut fără picioare. Imaginile ei cultice („idolii”) au fost găsite de asemenea în păduri, sculptate în copaci vii, sau sub formă de stâlpi de lângă altar care erau plasați la marginea unor drumuri. Stâlpii Așerei sunt menționați în Exod, Deuteronom, Cartea Judecătorilor și Cărțile Împăraților, a doua Carte a Cronicilor și cărțile lui Isaia, Ieremia și Mica. Termenul apare adesea doar ca אשרה, Așerah; acesta este tradus ca „arbori” în King James Version și ca „stâlpi” în New Revised Standard Version, deși în text nu apare niciun cuvânt care ar putea fi tradus ca „stâlpi”.
Într-un documentar al BBC dr. Francesca Stavrakopoulou, fostă lector principal la Universitatea din Exeter, actualmente profesor universitar deplin, specializată în studii biblice ebraice declara: „Majoritatea cercetătorilor biblici din întreaga lume acceptă acum drept convigătoare dovezile că Dumnezeu a avut o soție.” Întrebat în același documentar dacă evreii au fost monoteiști, lucru care i-ar fi distins față de religia canaanită, prof. dr. Herbert Niehr de la Universitatea din Tübingen declara că evreii au fost politeiști din sec. al X-lea î.e.n. până cel puțin în 586, după care lucrurile au început să se schimbe foarte lent, evreii fiind covârșitor monoteiști începând cu perioada Macabeilor (secolul al II-lea î.e.n.). Un curs de la Universitatea Yale și alte lucrări confirmă acest lucru. William Foxwell Albright, liderul unei generații trecute de arheologi biblici, nu a fost, totuși, un literalist biblic, Iahve și zeii din Canaan, de exemplu, susținând opinia că religia israeliților a evoluat de la un politeism originar la un monoteism care l-a văzut pe Dumnezeu acționând în istorie - o viziune pe deplin conformă cu opiniile principale din ultimele două secole de critică biblică dinaintea lui.
În documentarul History Channel The Bible Unearthed (Biblia dezgropată) Amihai Mazar afirmă că Iahve avea o nevastă în religia tradițională israelită, conform celei mai vechi inscripții care-l menționează pe Iahve.
Cea mai nouă teorie este că adorarea lui Yahweh a fost introdusă în Regatul Iuda de dinastia omridă, începând cu mijlocul secolului IX î.Hr.

## Titluri ale lui Dumnezeu folosite în Biblie
Cel mai des întâlnit titlu este Dumnezeu (El / Elohim). În ebraică, acest cuvânt se pare că înseamnă Cel Puternic. În limba germană (și prin moștenire și în limba engleză) cuvântul Dumnezeu (Gott) se pare că provine de la un verb care înseamnă a chema, Gott însemnând așadar Cel Chemat (evident, de către oameni). Martin Luther a interpretat cuvântul Gott ca provenind de la cuvântul gut> (bun) .
Titlul El a fost și el folosit ca parte constituentă a unor nume proprii, ca de ex. Daniel (judecătorul meu este Dumnezeu) sau Mihael (cine este ca Dumnezeu?).
Termenul Elohim (dumnezei) este forma de plural al lui elohah (dumnezeu). În Biblie, această formă se referă la un număr de dumnezei (de ex. în Geneza 31:30), dar de cele mai multe ori este utilizat ca formă de pluralis majestatis, indicând demnitate sau excelență. Referindu-se la acest aspect, eruditul Aaron Ember a scris: Că limbajul Vechiului Testament a abandonat idea de pluralitate a termenului Elohim este arătat în special prin faptul că este construit aproape invariabil cu un verb predicativ la singular și preia und atribut adjectival la singular. Elohim trebuie explicat la un plural intens, denotând măreție și maiestate, fiind egal cu Dumnezeul cel Mare .
Termenul Elohim este însă folosit și pentru alți dumnezei: în Judecatori 16:23-24 este folosit pentru zeul filistean Dagon (cel cu coadă de pește), iar în Imparati 19:37, pentru zeul asirian Nisroc. Pentru un evreu vorbind cu un filistean sau cu un asirian, termenul de Dumnezeu (Elohim) ar fi fost așadar insuficient pentru a-l identifica pe dumnezeul căruia i se închina.
Dicționarul The Imperial Bible Dictionary ilustrează foarte potrivit diferența dintre Elohim și Iehova. Despre numele Iehova se scrie: ”Este întotdeauna un nume propriu, indicând pe Dumnezeu în persoană și numai pe el, în timp ce Elohim are mai mult caracterul unui substantiv comun care într-adevăr indică de obicei, dar nu în mod necesar și nici consistent, pe Dumnezeul Suprem. /.../ Evreul poate zice Elohim-ul, Dumnezeul adevărat (ca fiind opus tuturor dumnezeilor falși), dar niciodată nu spune Iehova-ul, pentru că Iehova este numele doar a Dumnezeului adevărat. El mai spune Dumnezeul meu, /.../ dar niciodată Iehova-ul meu, pentru că atunci când spune Dumnezeul meu, el denotă pe Iehova. El vorbește de Dumnezeul lui Israel, dar niciodată de Iehova al lui Israel, pentru că nu există nici un alt Iehova. El vorbește de Dumnezeu Cel Viu, dar niciodată de Iehova Cel Viu, pentru că el nu poate concepe pe Iehova altfel decât fiind viu" .
Utilizarea Numelui divin aduce o notă personală în relația dinte Divinitate și oameni. Citând cartea Titlurile lui Iehova (Titles of Jehovah) de Webb-Peploe, autorul Nathan Stone scrie în cartea sa Numele lui Dumnezeu[nefuncțională]
: În timp ce termenul Elohim asumă o dragoste către toată creația și toate creaturile ca lucru al mâinilor sale, numele Iehova revelează dragostea sa ca fiind condiționată de atribute morale și spirituale. În această lumină este semnificativ că numele Iehova, așa cum am notat în prealabil, nu apare până la Geneza 2:4. Până acolo, narațiunea se ocupă cu relatarea generală despre întreaga creație. Dar acum începe relatarea specială referitoare la crearea omului și a relației speciale a lui Dumnezeu cu omul, văzut diferit de creația inferioară. Dumnezeu intră acum în comuniune cu cel pe care L-a creat în propria-i imagine, iar Elohim este numit acum Jehova-Elohim, care binecuvintează pământul de dragul omului, care este reprezentantul Lui pe pământ. 
Continuând, autorul scrie: Având numele Iehova, Dumnezeu îl pune pe om sub obligație morală, avertizându-l de pedeapsa pentru neascultare. Trebuie să faci asta și să nu faci asta. În această lumină, cât de semnificativ este faptul că, atunci când Satana o ispitește pe Eva, el nu folosește numele Iehova, ci doar Elohim, dar nici Eva nu-l folosește în răspunsul ei către el. Este oare pentru că numele Iehova nu le este cunoscut, sau mai degrabă pentru că intenția deliberată a lui Satan de a o înșela și un sentiment incipient de vinovăție în Eva suprimă acest nume? Poate cineva face răul și în același timp rosti numele? Și iarăși cât de semnificativ că după ce păcătuiesc și se ascund, atunci aud vocea lui Iehova-Dumnezeu în grădină, spunând "Unde ești?", cerându-le socoteală pentru faptele lor. 

## Iehova: dumnezeu tribal?
Biblia este o carte scrisă de diverși autori în diverse epoci și care exprimă diverse opinii asupra multor chestiuni. Exod 6:7, de exemplu, indică că Iahve se percepe a fi dumnezeul exclusiv al evreilor, în ciuda faptului că este creatorul universului, deci al tuturor popoarelor inclusiv. Iată cum comentează pasajul amintit filozoful creștin Etienne Gilson în lucrarea "Filozofia în Evul Mediu" (Humanitas 1995, p. 145): "Pact între două părți așadar, de la care sunt excluse toate celelalte popoare, tot așa cum sunt excluși toți ceilalți zei; un pact între poporul lui Dumnezeu și Dumnezeu împotriva celorlalte popoare, între Dumnezeu și poporul pe care și l-a ales, împotriva tuturor celorlalți zei." Tot în sensul ideii că Iahve este un dumnezeu tribal vine, de ex., articolul lui Lonnie D. Kliever în Macmillan "Encyclopedia Of Death And Dying" si în "Encyclopedia of Bioethics", care scrie textual ca religia iudaică a derivat din politeismul tribal al Mesopotamiei, Iahve fiind un "zeu național".
Pe de altă parte, pasajele biblice, fie că sprijină sau resping ideea că Iahve e un zeu tribal, nu sunt unica sursă de informații asupra religiei evreilor: aceasta are o vechime de cel puțin o mie de ani înaintea scrierii cărtii lui "Isaia", carte a Bibliei care de altfel e recunoscut a avea, funcție de pasaj, date ale redactării diferite. În realitate, mărturia internă (biblică) dacă nu este susținută cumva și altfel, nu poate constitui un argument în sprijinul unui punct de vedere, altfel, ar trebui să acceptăm, de ex., și faptul că Pământul e plat, pe criteriul "așa spune Biblia".
Cu greu se poate sustine totusi că "Iehova și-a arătat interesul pentru oamenii din toate națiile", cât timp Biblia (Vechiul Testament) ne arată că interesul lui în ce-i priveste se reducea doar la a stârpi aceste nații de pe teritoriile lor ancestrale, pentru a face astfel loc evreilor. În plus, este fapt atestat că evreii adorau zeitatea lor națională fără a nega existența zeităților popoarelor vecine.
Dumnezeul avraamic este produsul luptei dintre partida „Yahweh e singurul zeu” și restul israeliților antici.

## Iahve ca zeu asociat Soarelui
Datele arheologice (sinagoga bet-alfa, printre altele) și de critică a textelor levantine (Biblia ebraică inlcusiv) sugerează că Iahve a fost asociat de cei care îl adorau cu Soarele. Fenomenul este destul de răspândit în regiune și apare în tradițiile referitoare la mai multe zeități.

### Nume alternative
Evreii l-au supranumit pe YHWH felurit, în funcție de perioada istorică.
În Mesopotamia, locul lor de origine potrivit Bibliei, patriarhii au adorat zeități locale. Ajunși în Canaan, evreii au luat cunoștință de zeitatea supremă locală, El, și au adoptat-o. Astfel începe perioada de monolatrie a religiei evreiești. El a devenit un zeu personal și tribal. Varianta Elohim este pluralul de politețe al lui El sau Eloah (Eloah apărând în Biblie în special în cartea lui Iov), el intrând în diverse sintagme de adorație, cum ar fi El Elion (supremul), El Olam (eternul), etc., sau de particularizare, cum ar fi El Elohe Israel - El, Dumnezeul lui Israel. Este dificil a se face distincție între sensul „zeul evreilor” și sensul „zeitate canaaneană”. De exemplu este incert dacă El-berith („Dumnezeul legământului”) în Judecatori 9:46 se referă la Iahve, întrucât această zeitate pare a fi identică cu Baal-berith din versetele Judecatori 8:33 și Judecatori 9:4, putând fi o zeitate canaanită.
De altfel este cunoscut faptul că în ce privește revelarea numelui său (acela de Iahve), tradițiile biblice diferă: astfel, conform acelor porțiuni de text ale Pentateuhului atribuite de cercetători „Iahvistului” („sursei iahviste”), numele este cunoscut și adorat de pe vremea lui Adam, în timp ce alte texte din Pentateuh, și anume cele atribuite „sursei preoțești” („sursei P”), numele Iahve îi este revelat prima oară lui Moise, ceea ce duce la concluzia că zeul pe care patriarhii l-au adorat era zeitatea din Canaan, El.
Conform descoperirilor arheologice din Ugarit, El era zeul suprem, tatăl zeilor (prin soția sa, zeița Așerah) și șeful consiliului divin, fiind deci superiorul lui Baal, zeitate adorată de evrei pentru puterea lui de a aduce ploaia.
Se remarcă prin semnificația ei formularea El Șadai, cu sensul Dumnezeu atotputernic. Importanța ei constă în faptul că Biblia (textele din „sursa P”, preoțească) spune că acesta a fost primul nume cu care zeul evreilor li s-a anunțat prima dată, înainte chiar de a-și revela numele YHWH. Șadai este un termen înrudit cu cuvântul akkadian cu sensul „munte”. Se știe că toți redactorii Pentateuhului s-au inspirat din tradițiile sumero-akkadiene. O traducere mai exactă a formulei El Șadai ar fi așadar „Dumnezeu, unicul munților”.
Un alt termen folosit de evrei este Baal, fie prin identificare cu binecunoscuta zeitate omonimă canaaneană, fie datorită sensurilor de „domn”, „stăpân”. Această a doua posibilitate este nesigură, întrucât Biblia manifestă o aversiune pentru numele Baal, utilizarea lui fiind considerată explicit manifestare de idolatrie, fapt vădit și din modificările intervenite în textele ulterioare (2 Samuel) pentru numele fiului lui Saul (care în Cronici apare ca fiind Eșbaal), acesta devenind Eșboșet. Aceeași situație cu fiul lui Ionatan, numit Meribaal (iubit de Baal), care în 2 Samuel devine Mefiboșet.
Începând cu perioada de după exil (sec. 6 î.e.n.), îndeosebi după secolul 3 î.e.n., evreii nu au mai folosit numele Iahve, înlocuindu-l în sinagogă cu „Domnul” (Adonai)

## Sincretisme cu alte divinități
Așa cum arată textul biblic citat la început, religia poporului Israel trebuia să fie una în care nu se permite adorarea altui zeu în afara de Iahve. Asta se numește monolatrie sau henoteism. În decursul timpului însă, evreii au preluat zeii popoarelor vecine lor, exemplul cel mai notabil fiind al regelui Solomon, care la început a urmat exemplul tatălui său David, pentru ca ulterior să cadă în idolatrie, fiind influențat negativ de multele sale soții de alte etnii. Biblia condamnă în anumite pasaje în termeni fără echivoc deraierea religioasă a lui Solomon, denumind idolii națiunilor vecine ca fiind "lucruri dezgustătoare": Astarte (sau Aștoret, Așera), zeița sidonienilor, Milcom și Moloh, idolii ammoniților, precum și Chemoș (en), idolul moabiților (Imparati 11:1-8), în timp ce din alte pasaje transpare o viziune monolatră, acceptându-se si existența altor divinități. Existența sincretismelor dintre cultul lui YHVH și al idolilor/zeilor amintiți revelează practici neconcordante cu poruncile biblice.
Nu se poate vorbi însă despre un monoteism în sens propriu, ci despre monolatrie, pentru că în Biblie rareori se neagă existența altor zeități în afară de Iahve, în timp ce adesea aceste zeități sunt recunoscute. Astfel, doar începând cu secolul al 6-lea î.e.n. monoteismul iudaic s-a dezvoltat sub influența filozofiei grecesti pentru a deveni monoteist în sensul strict al termenului, afirmând un Dumnezeu pentru toată umanitatea.

## Utilizarea tetragramei
Prima utilizare a tetragramei apare în perioada politeistă (evreii adorau alături de zeul lor tribal YHWH diverse alte zeități locale precum El, Milkon, Anat, Așera, Baal, Kemoș) și de tranziție spre monoteism, YHWH fiind numele zeității masculine, așa cum atestă mărturiile epigrafice găsite la Kuntilet Ajrud (ostrace cu invocații spre "Iahve și a sa Așera") și cele găsite la Șefela (tăblițe cu inscripția "Iahve și a sa Așera", ca și numeroase statuete care demonstrează că partenera divină a lui YHWH era adorată de evreii timpului atât în templu cât și în case).
Ulterior, odată cu statornicirea monoteismului, tetragrama a desemnat zeul unic al iudaismului, Dumnezeu. Trecerea a început la nivel oficial (al statului) în secolul al VIII-lea î.e.n. și a durat mai multe sute de ani, perioadă în care a cunoscut progrese și eșecuri succesive. În secolul al VII-lea î.e.n., după reforma lui Iosia, populația încă nu era sub influența monoteismului și nici a henoteismului (monolatriei), întrucât în casele evreilor se găseau încă statuete ale adoratei soții a lui YHWH, Așera. La sfârșitul secolului V î.e.n. evreii încă ezitau să adopte monoteismul absolut, după cum atestă papirusurile evreilor de pe insula Yeb (Elephantine), refugiați în Egipt din fața invaziilor asiriene și babiloniene din regatul Iuda: templul local era dedicat mai multor zeități canaaneene, între care Iahve și Anat. Templul a fost distrus de egipteni la cererea preoților lor, care vedeau probabil în apariția unei noi religii și a unor noi zeități în Egipt o amenințare pentru propriile credințe. 
În zorile religiei iudaice între Iahve, dumnezeul evreilor și Satan, nu se făcea o distincție clară, după cum reiese din povestea din Exod 4:24, unde Moise este pe punctul de a fi omorât de Dumnezeu. Acest pasaj introdus în textul Ieșirii (Exodului) pare a fi un fragment narativ vechi, din perioada în care Iahve era perceput ca un soi de demon nocturn ostil.
Conform părții centrale a cărții lui Iov, toate necazurile care îl lovesc pe acesta sunt provocate de Dumnezeu însuși. Această opinie reflectă tradiția evreiească conform căreia totul e cauzat de o entitate spirituală unică, atât binele cât și răul. În prologul cărții lui Iov însă nu mai este Dumnezeu autorul necazurilor, ci Satana, care aici apare nu ca o încarnare a răului, ci ca un membru al curții cerești (Iov 1:6), el acționând cu permisiunea lui Iahve. În Biblie poate fi de altfel urmărită evoluția lui Satan: în 2 Samuel, Dumnezeu îl incită pe David să numere poporul (Samuel 24:1). Însă același episod relatat în Cronici (Cronici 21:1) ne spune că de fapt nu Dumnezeu, ci Satan, este acela care îi sugerează lui David recensământul cauzator de ciumă.

## Cuvântul cabalistic
Conform vechii tradiții orale a evreilor, sau Cabala, există un cuvânt sacru ce dă muritorului care reușește să îi descopere adevărata pronunție cheia tuturor științelor divine și umane.
Fiecare literă din alfabetul ebraic are o triplă semnificație, reprezentând în același timp trei lucruri: un semn grafic, un număr (numărul de ordine al literei în alfabet) și o idee. Așadar, a combina literele ebraice înseamnă a combina totodată numere și idei. Acest concept l-a determinat pe Eliphas Levi să observe o afinitate între cele 22 de cărți majore ale Tarotului și cele 22 de litere ale alfabetului ebraic. Cuvântul, pe care evreii nu îl pronunțau niciodată și pe care numai preotul îl rostea o singură dată pe an în mijlocul mulțimii profane, este considerat a fi cel care guvernează orice inițiere. El este format din patru litere ebraice: iod-he-vau-he יהוה, ultima literă repetându-se de două ori. Numerele de ordine ale literelor analizate sunt următoarele: י iod=10, ה he=5, ו vau=6.
În Sefer Bereșit sau în Geneza lui Moise, tetragrama servește pentru a desemna divinitatea, iar construcția sa gramaticală amintește, prin însăși alcătuirea sa, de însușirile general atribuite lui Dumnezeu. Referitor la alcătuirea sa, Fabre d'Olivet explică:
„Numele oferă întâi semnul indicator al vieții, dublat, și formând rădăcina esențială vie (הה). Rădăcina nu a fost utilizată niciodată ca nume și este singura care se bucură de acest privilegiu. Ea este, încă de la alcătuirea sa, nu doar verb, ci verbul unic din care derivă toate celelalte verbe, într-un cuvânt verbul הוה (EVE) a fi-fiind. Aici, după cum se observă, semnul luminii inteligibile ו (vau) se află în mijlocul rădăcinii vieții. Moise, luând acest verb prin excelență pentru a forma cu el numele propriu al Ființei Ființelor, îi adaugă semnul manifestării potențiale și al veșniciei י (iod) și obține יהוה (IEVE), în care facultativul "fiind" se găsește plasat între un trecut fără origine și un viitor fără termen. Acest nume admirabil semnifică deci cu exactitate Ființa care este, care a fost și care va fi.”—Fabre d'Olivet, La langue hébraique restituée

#### IOD
Iod, figurat printr-o virgulă, sau chiar printr-un punct, este considerat a reprezenta originea tuturor lucrurilor. De fapt, din punct de vedere grafic, toate literele alfabetului ebraic nu sunt decât combinații ce rezultă din diferite asamblări ale literei iod. Spre exemplu, prima literă a alfabetului ebraic, alef, este formată din patru iod opuși doi câte doi (א). Același lucru se petrece cu toate celelalte litere. De asemenea, iod, formând el singur toate literele și ca urmare toate cuvintele și toate frazele limbii ebraice, este imaginea și reprezentarea Unității-Început. În legătură cu această unitate-început, Gérard Encausse afirmă că studiul sintetic al naturii îi determinase pe cei din vechime să creadă că nu există decât o singură lege care guvernează alcătuirile naturale. Această lege, bazată pe analogie, punea unitatea-început la originea lucrurilor și considera lucrurile ca fiind reflexele diferitelor grade ale ei. Astfel, ceea ce tinde să demonstreze una dintre cele mai vechi cărți referitoare la tradiția ebraică, Sefer iețirah, Arhivat în 22 aprilie 2007, la Wayback Machine. este aceea că legea care guvernează crearea limbii ebraice este identică cu cea care guvernează crearea universului, și a cunoaște pe una înseamnă a o cunoaște în mod implicit și pe cealaltă.
Valoarea numerică a literei iod duce la alte considerații. După opinia celor mai mulți cabaliști, Unitatea-Început este în același timp și Unitatea-Sfârșit, iar eternitatea nu înseamnă, din acest punct de vedere, decât un veșnic prezent. Mulți au simbolizat această idee printr-un punct aflat în mijlocul unui cerc, reprezentare a Unității-început (punctul) în centrul Eternității (cercul, linie fără început și fără sfârșit). Astfel, numărul 10 simbolizează Începutul-Tot, 1, unindu-se cu Neantul-Nimic, 0.

#### HE
Eul nu poate să ia ființă decât prin opoziție cu Non-Eul. Abia stabilită afirmarea Eului (iod), că trebuie să apară numaidecât o reacție a Eului-Absolut asupra lui însuși, de unde va fi dedusă ideea existenței sale printr-un fel de împărțire a Unității. Această idee este originea ideologiilor referitoare la dualism, originea opoziției în general, a binarului; aici s-a căutat, de multe ori, imaginea feminității întocmai cum unitatea a fost considerată, prin analogie, imaginea masculinității. Zece, divizându-se pentru a se opune lui însuși, va fi egal cu 5, exact numărul literei He, a doua literă a numelui sacru. Așadar He va reprezenta pasivul în timp ce iod va simboliza activul; Non-Eul în raport cu Eul, femeia în raport cu bărbatul; substanța în raport cu esența; viața în raport cu spiritul.

#### WAW
Opoziția dintre Eu și Non-Eu dă imediat naștere unui al treilea factor; este vorba de însuși raportul care există între acest Eu și acest Non-Eu. Ori, waw (vav, vau), a șasea literă a alfabetului ebraic, obținută în urma operației de adunare efectuate în sensul înțelepciunii antice (reducere teosofică), adică 10 (iod) + 5 (he)=15=1+5=6, reprezintă legătură, raport. Ea este legătura ce unește într-un singur tot contrariile în întreaga natură, și care constituie al treilea termen al misterioasei treimi: Eu—Non-Eu—Relația Eului cu Non-Eul. Nu se știe exact, dar traducerea ar putea fi el face să devina.

#### Al doilea He
Acest al doilea he poate fi comparat cu bobul de grâu în raport cu spicul. Spicul, treime manifestată sau iod - he - vau își rezumă întreaga existență în producerea bobului de grâu sau al doilea he. Dar acest bob de grâu nu este decât tranziția între spicul care i-a dat naștere și spicul căruia el îi va da naștere la următoarea generație. Al doilea he reprezintă tranziția de la o generație la alta, tranziție pe care el o conține în germene; tocmai de aceea el este considerat un iod în germene.